# Michael Koch (Politiker, 1877)
Michael Koch (* 1. Oktober 1877 in Mattersburg; † 16. Oktober 1941 ebenda) war ein österreichischer Maurermeister und Politiker (CS). Koch war Abgeordneter zum Burgenländischen Landtag, Mitglied der Burgenländischen Landesregierung und Mitglied des Bundesrates.

## Leben
Michael Koch wurde als Sohn des Maurers Andreas Koch aus Mattersdorf geboren. Er besuchte die Volks- und Berufsschule und erlernte den Beruf des Maurers. Er war zwischen 1899 und 1918 als Maurerpolier und ab 1919 als Maurermeister tätig. 1922 war Koch Mitglied der Verwaltungsstelle für das Burgenland und hatte zwischen 1922 und 1934 die Funktion des Mitglieds des Landesparteivorstandes in der Christlichsozialen Partei inne. Zudem war Koch vom 3. Mai 1931 bis zum 12. März 1938 Bürgermeister von Mattersburg und hatte zudem zwischen 1924 und 1937 das Amt des Vizepräsidenten und 1938 das Amt des Präsidenten der Landeshandelskammer für das Burgenland inne.
Koch war verheiratet.

## Politik
Koch vertrat die Christlichsoziale Partei zwischen dem 15. Juli 1922 und dem 31. Oktober 1934 im Burgenländischen Landtag (I., II., III. und IV. Gesetzgebungsperiode). Zwischen dem 11. Dezember 1933 und dem 31. Oktober 1934 hatte Koch das Amt des Ersten Landtagspräsidenten inne. Zudem war Koch vom 11. November 1934 bis zum 12. März 1938 Mitglied des Ständischen Landtags sowie Landtagspräsident. Koch gehörte zwischen dem 20. Mai 1927 und dem 10. Dezember 1930 der Burgenländischen Landesregierung als Landesrat an, wobei er Mitglied der Landesregierungen Rauhofer II, Schreiner I und  Thullner war. Danach gehörte er vom 4. Februar 1932 bis zum 10. August 1932 dem Bundesrat (IV. Gesetzgebungsperiode) an. 

## Auszeichnungen
- 1931 Berufstitel Kommerzialrat
- Michael-Koch-Straße in Mattersburg